# Ferrari 330 TRI/LM
El Ferrari 330 TRI/LM es un automóvil de carreras construido por la marca Ferrari para la carrera de las 24 Horas de Le Mans de 1962.
Es el último de los Ferrari de la saga Testa Rossa y de los sport prototipos de motor delantero. Con él, Ferrari obtuvo su sexta victoria en la prestigiosa carrera.
Fue la respuesta de Ferrari para la nueva categoría prototipo-experimental autorizada por el Automobile Club de l'Ouest (ACO, que dirige las 24 Horas de Le Mans) para el año de 1962.
En Ferrari, que en esos momentos sufría el término de su revolución interna que dejó fuera de la Scuderia a 8 de sus principales ingenieros, entre ellos a su principal proyectista y aereodinamista Carlo Chitti, al director del proyecto 250 GTO Bizzarrini y al director deportivo Tavoni, se encargó el desarrollo de por lo menos un coche, que se inscribiera es esa categoría y que tuviera la oportunidad del triunfo absoluto, al ingeniero Mauro Forghieri, que además tendría a su cargo la reestructuración del equipo de F1, la terminación del 250 GTO y la evolución de los sport-prototipos con motor central trasero.

## Desarrollo
Dada la premura causada por el imprevisto anuncio de la nueva reglamentación del ACO para las 24 Horas de Le Mans, que permitiá una categoría adicional "experimental" en los sport-prototipos, que contravenía la disposición de la CSI de la FIA que disponía que el título del Campeonato Mundial de Marcas estaría reservado a los autos de la categoría de gran turismo y que indicaba que el coche fuera derivado de un modelo de serie y con 4 litros de cilindrada, el coche diseñado por Ferrari tuvo que ser uno con motor delantero y utilizar el ya conocido V12 del Testa Rossa.
Así, los ingenieros de Ferrari empezaron a montar un único coche con partes de otros. Para esto, se construyó un chasis más alargado derivado del TRI/61 ganador el año anterior en Le Mans, aumentando su resistencia para soportar un motor de más potencia. El motor V12 no fue el conocidísimo 4.9 litros de Lampredi, sino el derivado de ese motor, el cual se montaba en el Ferrari Super America de serie, con 3967 c.c. de cilindrada, y se le acoplaron las culatas del Testa Rossa (de ahí su nombre), bielas, admisión y cárter seco de los coches de competición. La alimentación estaba a cargo de seis carburadores Weber dobles y se le acopló la caja de velocidades y la suspensión independiente del TRI/61. 
El conjunto de motor y caja de velocidades, se colocó ligeramente desplazado para centrar las masas del conjunto y la carrocería se encargó al diseñador Fantuzzi, quien evolucionó para ello una vez más el diseño de los TR de años anteriores. Se conservó el frente tipo "tiburón", se dejaron las trompetas de admisión a la vista y solo se cubrieron con una cúpula plástica fijada al capó delantero, se aplicaron en su carrocería la cola truncada con spoiler, que habían tenido ya buenos resultados en los SP y al final se obtuvo un prototipo descubierto, con una cúpula de plexiglás que rodeaba todo el habitáculo y que se unía al arco de seguridad aereodinámico que iba de lado a lado detrás de la cabeza del piloto.
Se creó así uno de los prototipos de Ferrari con aspecto más radical y agresivo, producto de la necesidad de crear un coche con el cual se pudieran ganar las 24 Horas de Le Mans.

## Competiciones
Para la carrera, el 330 TRI/LM marcado con el número de serie 0808, recibió una toma de aire adicional en el capó y se le fijó un antiestético parabrisas adosado que pudiera usar un limpiaparabrisas convencional.
Con su peso de solo 820 kg y sus 390 CV, era solo cuestión de que el auto aguantara en carrera para tener el triunfo asegurado y así fue. En prácticas, Phill Hill quien marcó el mejor tiempo, en carrera tendría a Oliver Genbedier como copiloto.
En carrera había otros autos de su tipo, entre ellos 2 prototipos Maserati tipo 151 de 4 litros, 3 Aston Martin  212 y 4 Jaguar Type E, pero la competencia real vendría de su propia marca, ya que Ferrari había inscrito directamente y con sus equipos satélite (el N.A.R.T. americano, el equipo francés Pierre Noblet, y el Equipo Nacional Belga) un total de 15 Ferrari, el prototipo 330 TRI/LM, un 330 LM berlinetta y dos SP de motor trasero (denominados Ferrari Dino), el 246 SP de Pedro/Rodriguez/Ricardo Rodríguez y el 268 SP de Giancarlo Baghetti/Ludovico Scarfiotti, eran los principales, pero también había cinco Testa Rossa de años anteriores y los seis 250 GTO homologados que ya habían dado muestras de su potencia y fiabilidad.
Iniciada la carrera al estilo Le Mans (formados en batería por cilindrada y no por tiempo en prácticas), el Aston Martin DP212 de Graham Hill se puso en cabeza a más de 250 km/h, seguido por el 330 TRI/LM pilotado por Gendebien, pero ya en la segunda hora el Ferrari es líder de la carrera. Los Maserati se retrasan por problemas en los neumáticos y los Aston Martin tienen problemas mecánicos y a media carrera ya han abandonado todos sus autos, junto con el Dino 268 SP y el Ferrari 250 GTO de 4 litros que se sale de la pista y queda enterrado. Así el único rival del 330 TRI es el pequeño sport-prototipo Dino 246 SP con motor V6 y tan solo 2.4 litros piloteado por los hermanos Rodríguez, que mantiene en jaque al equipo favorito hasta las 4:30 de la mañana, cuando se retira por problemas en la caja de velocidades.
El Ferrari gana así la carrera para la cual fue fabricado, logrando el sexto triunfo en la prueba francesa y es seguido en su logro por dos GTO que así se afirman en el Campeonato Mundial de Marcas para gran turismos, que al final ganan.
Después de Le Mans, los Rodríguez por medio de Luigi Chinetti, compraron el coche a Ferrari y en ese mismo año fue inscrito por el N.A.R.T., en la Double 400 de Bridgehamston, en el G.P. de Canadá Sport y en Nassau Trophy y Pedro Rodríguez llegó en primero y segundo lugar en las primeras dos. Para estas carrera el auto presentaba cambios estéticos en su parte posterior en donde había desaparecido el arco de seguridad y donde se fijaba el parabrisas envolvente y tan solo contaba con una barra antivuelcos similar a la que montaban los roadsters anglo-americanos y un parabrisas frontal.
Para el año siguiente, aunque estaba ya en venta, el auto fue inscrito por el N.A.R.T., en las 12 Horas de Sebring para Pedro Rodríguez y Graham Hill, logrando terminar en tercer lugar absoluto y primero en clase prototipos de más de 3 litros.
En las 24 Horas de Le Mans de 1963, el auto regresa al circuito para el cual fue creado, ahora se tienen 11 incritos por parte de Ferrari y el 330 TRI será piloteado por Pedro Rodríguez y Roger Penske. Da inicio la carrera y Phil Hill con un Aston Martin DP215 seguido de Bruce McLaren con otro auto de la misma marca pero modelo DP214, se van a la punta seguidos por Pedro Rodríguez en el 330 TRI. El auto del N.A.R.T., es el único Ferrari que le puede seguir el ritmo a los Aston Martin que tienen un litro más de cilindrada, hasta que a las 19:00 se retira el de Hill con el piñón y la cremallera de la trasmisión rotas y el de McLaren se empieza a retrasar dejando a Rodríguez y al Ferrari 250 P de John Surtees en la pelea por el título.
McLaren vuela el motor de su Aston Martin y deja aceite regado en la pista que ocasiona varios accidentes y despistes, entre ellos el del 330 TRI/LM que en ese momento corría en cuarto lugar en manos de McLaren, que se sale de la pista y rompe una canalización de aceite en los bajos del coche, lo que ocasiona que alrededor de la una de la mañana el auto truene el motor y termine con ello la historia deportiva de un automóvil que fue fabricado para ganar en Le Mans.

## Actualidad
Después del accidente de Le Mans, el auto fue carrozado nuevamente por Fantuzzi como spyder y después como coupe. Fue vendido a un millonario japonés H. Okada en 1965, quien lo usó como auto de calle en Nueva York hasta 1974, cuando paso a manos del coleccionista francés J. P. Bardinon, quien lo mandó restaurar con Fantuzzi en forma total a su carrocería original. En 2007 fue subastado y por la cantidad de 6 800 000 euros se asignó al coleccionista argentino Gregorio Pérez Companc.